# Elephant (album)
Elephant is het vierde studioalbum van de Amerikaanse rockgroep The White Stripes. Het album kwam uit op 1 april 2003, uitgegeven door platenlabel V2 Records. Elephant is een van de bekendste en meest gelauwerde albums van het duo Meg en Jack White. Het won tal van prijzen, onder andere een Grammy voor Best Alternative Music Album in 2004.

## Nummers
1. "Seven Nation Army"
2. "Black Math"
3. "There's No Home for You Here"
4. "I Just Don't Know What to Do with Myself"
5. "In the Cold, Cold Night"
6. "I Want to Be the Boy to Warm Your Mother's Heart"
7. "You've Got Her in Your Pocket"
8. "Ball and Biscuit"
9. "The Hardest Button to Button"
10. "Little Acorns"
11. "Hypnotize"
12. "The Air Near My Fingers"
13. "Girl, You Have No Faith in Medicine"
14. "Well It's True That We Love One Another"

Alle nummers zijn geschreven door Jack White, behalve "I Just Don't Know What to Do with Myself" door Burt Bacharach en Hal David.

## Artiesten
The White Stripes
- Jack White: zang, gitaar, piano
- Meg White: zang, drum

Gastartiesten
- Mort Crime: redevoering op "Little Acorns"
- Holly Golightly: zang op "Well It's True That We Love One Another"